# 旺市麥健士醫院
旺市麥健士醫院（英語：Cortellucci Vaughan Hospital，發音：[kortelˈluttʃi]）是加拿大安大略省旺市的一所醫院，於2020年9月建成，2021年2月7日啟用，以緩解安大略省因新冠肺炎疫情所造成的醫院容量壓力，並於2021年6月6日全面開放服務。該院及列治文山麥健士醫院皆由麥健士醫療運營。該院服務區域主要是約克區西南及中南部的旺市、皇帝鎮及列治文山。其建造成本約為17億加元。
這座11層樓高的醫院坐落於珍街夾麥健時少校徑西北角的一處佔地25公頃的土地上，毗鄰加拿大奇妙樂園。

## 腳註
1. 1 2  Ogilvie & Javed 2020.
2. ↑  Rodrigues 2021.
3. ↑  Grant 2021.
4. ↑  Javed 2015c.

## 延伸閱讀
- (新闻稿). Infrastructure Ontario（英语：Ministry of Infrastructure (Ontario)）. 25 October 2016  [2 December 2016]. （原始内容存档于2023-02-12）.

## 外部連結
- Mackenzie Vaughan Hospital （页面存档备份，存于）
- Mackenzie Vaughan Hospital （页面存档备份，存于） at City of Vaughan
- (PDF). City of Vaughan. August 2013  [12 April 2016]. （原始内容存档 (PDF)于2017-05-10）.
- Mackenzie Vaughan Hospital at Infrastructure Ontario（英语：Ministry of Infrastructure (Ontario)）